# Zogen

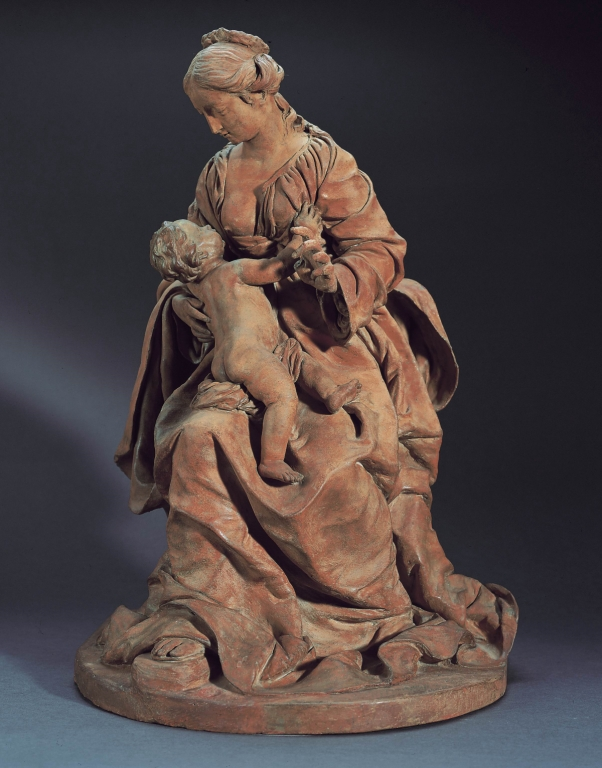
Maria zittend met haar Kind op haar schoot van Joannes Cardon

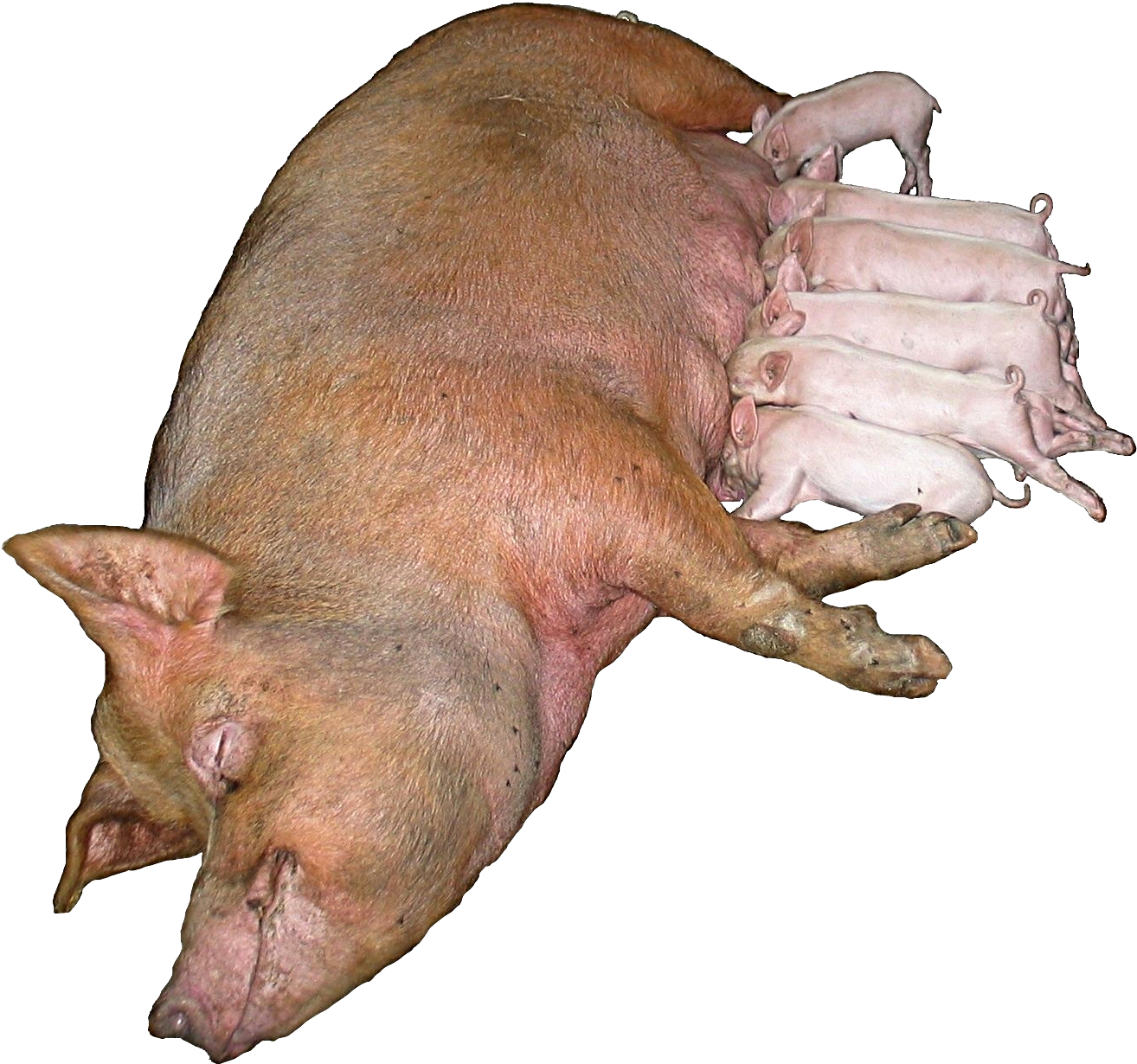
Een zeug die haar biggen zoogt

Zogen is het melk geven van een vrouwelijk zoogdier via haar spenen aan een jong.  Zoogdieren zijn naar deze intensieve vorm van broedzorg genoemd.

## Terminologie

### Zogen en zuigen
Een moederdier zoogt, terwijl het jong zuigt. Een moederdier wordt ook voedster genoemd, vooral wanneer de melk (ook) naar ander dan het eigen kroost gaat. Bij mensen wordt in dat geval voor het woord voedster ook min gebruikt, naast andere, vooral verouderde, termen daarvoor.
Voor jonge dieren geldt een bepaalde zoogtijd, vanaf hun geboorte tot zo ongeveer de leeftijd waarop ze gespeend worden. Wanneer meerdere tegelijk geboren jongen gezoogd moeten worden, kan dat ertoe leiden dat de zwakste(n) minder melk bemachtigen en daardoor verzwakken of zelfs sterven. Bijvoorbeeld bij het varken treedt biggensterfte op, door fokprogramma's die erop gericht zijn om per worp meer jongen te baren dan spenen aanwezig zijn bij het moederdier.

### Spenen
Aan het einde van de zoogtijd worden de jongen gespeend, dat wil zeggen dat ze overschakelen op het volwassen voedingspatroon van de soort, vaak met een overgangsfase waarin nog wordt 'bij-gezoogd'.